# 전국청년단체총동맹
전국청년단체총동맹(줄여서 청총)은 1945년 12월 조선공산당의 대중조직의 하나로 조직된 청년단체를 말한다.

## 개요
전국 13도의 2397개 단체 72만 3305명 회원의 대표 639명 중 602명이 참가, 결성했다. 위원장에 이호제, 부위원장에 왕익권, 김양준을 선출하고, 청년의 대동단결과 민주주의 국가건설에 적극 참가, 일제잔재와 봉건적 요소 제거 및 반동세력의 철저숙청, 청년의 정치,경제,문화적 지위 향상, 심신단련,진리탐고,인격향상,민주주의 제국가 청년과의 상호협력 강화, 세계평화건설에 공헌 등을 강령으로 내걸었다. 좌익의 청총에 맞서 우익청년단체가 총결집하여 대한청년단을 결성했다.

## 같이 보기
- 조선공산당
- 전국학생총연맹
- 대한청년단